# Свешников, Борис Фёдорович
Свешников Борис Фёдорович (27 июня (10 июля) 1897, Москва —17 августа 1968, Москва) — советский военачальник, генерал-майор авиации, начальник штаба 7-й воздушной армии

## Биография
Окончил Солодовниковское училище Московского купеческого общества в 1914 году. Обучался на естественном отделении физико-математического факультета Московского университета.
Окончил 4-ю Московскую школу прапорщиков в 1917 году. Участвовал в Первой мировой войне. Произведен в чин подпоручика.
После Октябрьской революции командовал отрядом Красной гвардии. В ноябре 1918 года назначен командиром взвода 8-х Московских пехотных курсов комсостава.
В должности командира роты и помощника начальника штаба бригады участвовал в Гражданской войне.
В апреле 1920 года назначен командиром 1-го батальона 361-го стрелкового полка. В мае 1921 года назначен помощником командира полка 41-й отдельной бригады. В январе 1922 года назначен младшим помощником начальника оперативной части штаба 53-й пехотной дивизии. В июле 1922 года назначен старшим помощником начальника оперативной части штаба 53-й пехотной дивизии. В сентябре 1922 года назначен начальником оперативной части штаба 53-й пехотной дивизии. В сентябре 1923 года назначен начальником разведывательной части 18-й стрелковой дивизии.
В 1927 году окончил Военную академию имени М. Фрунзе.
Окончил военно-политические курсы при Объединенной Среднеазиатской военной школе имени В. И. Ленина. В октябре 1929 года назначен исполняющим начальника учебного отдела Объединённой Среднеазиатской военной школы имени В. И. Ленина.
В октябре 1930 года назначен командиром 10-го Туркестанского горнострелкового полка. Принимал участие в борьбе с басмачеством в Средней Азии и за отличие в проведении в апреле-июне 1931 года операции по разгрому банды Ибрагим-бека награждён орденом Трудового Красного Знамени Таджикской ССР.
В феврале 1932 года назначен начальником штаба 16-й авиационной бригады.
В 1932—1934 годах обучался в Липецкой авиационной школе. После окончания обучения служил в должности начальника оперативно-тактического отдела Липецкой высшей лётно-тактической школы ВВС РККА.
С августа 1936 года по апрель 1937 годах полковник Свешников занимал должность помощника по авиации военного атташе при советском представительстве в Испании. В должности советника при министре авиации участвовал в военных событиях в Испании и за отличие награждён 3 января 1937 года орденом Ленина.

«За время работы в Испании т. Свешников проявил себя с самой лучшей стороны. В достаточно трудных условиях, в незнакомой обстановке сумел завоевать исключительное уважение как со стороны командного состава нашей армии, так и со стороны командного состава авиации Испании» — Из аттестации
После возвращения из Испании назначен начальником штаба Липецкой высшей лётно-тактической школы ВВС РККА.
С июня 1940 года по июнь 1941 года был начальником штаба ВВС Сибирского военного округа. С июля 1941 года по декабрь 1942 года исполнял обязанности командующего ВВС Сибирского военного округа.
2 февраля 1943 года назначен начальником штаба 7-й воздушной армии. Обеспечивал взаимодействие частей армии с наземными войсками Карельского фронта и с ВВС Северного флота и «за образцовое выполнение боевых заданий командования» награждён орденом Красного Знамени. Участвовал в разработке и осуществлении Свирско-Петрозаводской наступательной операция и «за умелое руководство штабом ВА в период Свирской операции» награждён вторым орденом Красного Знамени. 1 июля 1944 года присвоено звание генерал-майора авиации.
В июле 1944 года назначен начальником кафедры Военной академии командного и штурманского состава Военно-воздушных сил РККА. Преподавал курс оперативного искусства ВВС. 3 ноября 1944 года «за долголетнюю и безупречную службу в Красной Армии» награждён третьим орденом Красного Знамени 21 февраля 1945 года «за выслугу лет» награждён вторым орденом Ленина. 18 августа 1945 года «за подготовку и повышение квалификации лётных кадров» награждён орденом Отечественной войны I степени. 20 июня 1949 года награждён четвёртым орденом Красного Знамени. 9 декабря 1954 года назначен заместителем начальника Краснознаменной Военно-воздушной академии по оперативно-тактической подготовке.
23 мая 1956 года уволен в отставку.
С 1957 года по 1968 год работал в Комитете ветеранов войны.